# Севджур
Севджу́р (арм. Սևջուր; или Мецамо́р (арм. Մեծամոր; букв. «большое болота» ); устар. Карасу) — река в Армении. Левый приток Аракса. Длина — 40 км. Площадь водосборного бассейна — 1610 км².
По сравнению с другими реками Армении имеет один из самых стабильных режимов. Истекает из родников горного массива Арагац. Течение реки очень медленное. Входит в систему водно-болотных угодий Мецамор.
Принимает слева реку Касах.
В долине реки Севджур в периоды весеннего пролёта встречается каравайка.